# Sarcococca brevifolia
Sarcococca brevifolia är en buxbomsväxtart som beskrevs av Otto Stapf och James Sykes Gamble. Sarcococca brevifolia ingår i släktet Sarcococca och familjen buxbomsväxter. Inga underarter finns listade i Catalogue of Life.